# Franky Vercauteren
Frank ("Franky") Vercauteren (Molenbeek-Saint-Jean, 28 de octubre de 1956), apodado el "El pequeño príncipe", fue un futbolista internacional belga y actualmente entrenador.

## Biografía

### Como jugador
Comenzó su carrera profesional con el RSC Anderlecht en 1975, debutando frente KRC Mechelen, remplazando a Gilbert Van Binst. Pero una doble operación en octubre del 75 y enero de 1976 redujo su desarrollo como futbolista.
Vercauteren ganó 5 títulos europeos con el Anderlecht (2 Recopas, 1 Copa de la UEFA y 2 Supercopas de Europa, también consiguió 4 campeonatos nacionales, 2 copas belgas y 2 supercopas de Bélgica
En 1987 se marchó al FC Nantes en Francia y volvió a Bélgica tres años más tarde, a las filas del RWD Molenbeek, donde jugaría hasta 1993, cuando puso fin a su carrera como profesional.
Mientras estaba en Nantes, Vercauteren acabó en dos ocasiones como el mejor asistente de la Ligue 1.

### Selección nacional
Vercauteren jugó en 63 ocasiones para la selección belga.
Debutó el 16 de noviembre de 1977 contra el Irlanda del Norte (derrota de 3-0). No fue seleccionado para la Eurocopa 1980 donde Bélgica fue subcampeón.
Si participó en la Copa Mundial de Fútbol de 1982 y en la Eurocopa 1984 y consiguió la cuarta plaza en la Copa Mundial de Fútbol de 1986. 

### Como entrenador
Al final de su carrera como futbolista, comenzó a entrenar a un equipo juvenil, CS Braine, un pequeño club de Walloon Brabant. 
Se marchó al KV Mechelen donde primero entrenó a los juveniles antes de que en 1997 se hiciese cargo del primer equipo.
Al final de la temporada se marchó como asistente técnico de Arie Haan al RSC Anderlecht. Tras la destitución de éste, Vercauteren tomó los mandos del equipo junto a su compañero Jean Dockx en la temporada 1998-99. A pesar de los bueno resultados, y conseguir la clasificación para Europa el Anderlecht decide fichar a Aimé Anthuenis y Vercauteren pasa a ser asistente otra vez. 
Después de que el entrenador Hugo Broos, sucesor de Aimé Anthuenis, fuera cesado en febrero de 2005, Vercauteren se convirtió en el primer entrenador del equipo. En los años posteriores, consiguió ganar la Liga Jupiler en dos ocasiones. El 12 de noviembre de 2007, Franky Vercauteren y el Anderlecht toman la decisión de que Ariël Jacobs se haga cargo del equipo hasta final de temporada.
A mediados de 2009, tomó el mando de la selección de su país para la clasificación del Mundial de Sudáfrica. Renunció a su cargo poco después, tras perder con Armenia (2-1), una derrota que dejaba a la selección belga sin posibilidades de clasificación para la fase final del Mundial.
El 3 de diciembre de ese mismo año, ficha por el KRC Genk, también de la liga belga. En la temporada 2010-11 ganó la Liga Jupiler y la Supercopa de Bélgica.
El 8 de agosto de 2011, se incorporó al Al-Jazira Sporting Club de la Primera División de los Emiratos Árabes Unidos.
El 24 de octubre de 2012, firmó con el Sporting de Lisboa de la Primera División de Portugal, pero acabó por despedido el 7 de enero de 2013 por los malos resultados conseguidos (4 victorias en 24 partidos).
En enero de 2014, volvió a Bélgica para firmar por el RKV Malinas, equipo con el que debutó en su etapa de entrenador, logrando salvarlo del descenso.
A finales de 2014, se marchó a Rusia para coger las riendas del Krylia Sovetov, equipo de la segunda división del fútbol ruso, con el que consiguió el ascenso a la máxima categoría, ese mismo año.
En octubre de 2017, fue contratado por el Cercle Brugge. Al año siguiente, se incorporó al Al-Batin.
En octubre de 2019, regresó al banquillo del RSC Anderlecht.

## Clubes

### Como jugador
| Club           | País    | Año       | Partidos (goles)[cita requerida] |
| -------------- | ------- | --------- | -------------------------------- |
| RSC Anderlecht | Bélgica | 1975-1987 | 367 (93)                         |
| FC Nantes      | Francia | 1987-1990 | 78 (19)                          |
| RWD Molenbeek  | Bélgica | 1990-1993 | 50 (4)                           |

### Como entrenador
| Club                    | País           | Año       |
| ----------------------- | -------------- | --------- |
| KV Mechelen             | Bélgica        | 1997-1998 |
| RSC Anderlecht          | Bélgica        | 2005-2007 |
| Selección nacional      | Bélgica        | 2009      |
| KRC Genk                | Bélgica        | 2009-2011 |
| Al-Jazira Sporting Club | EAU            | 2011-2012 |
| Sporting de Lisboa      | Portugal       | 2012-2013 |
| KV Mechelen             | Bélgica        | 2014      |
| Krylia Sovetov Samara   | Rusia          | 2014-2016 |
| Cercle Brugge           | Bélgica        | 2017-2018 |
| Al-Batin                | Arabia Saudita | 2018      |
| RSC Anderlecht          | Bélgica        | 2019-2020 |
| Royal Amberes           | Bélgica        | 2021      |

## Palmarés

### Como jugador
Anderlecht
| Título                      | Club                | País    | Año     |
| --------------------------- | ------------------- | ------- | ------- |
| Copa de Bélgica             | R. S. C. Anderlecht | Bélgica | 1974-75 |
| Copa de Bélgica             | R. S. C. Anderlecht | Bélgica | 1975-76 |
| Primera División de Bélgica | R. S. C. Anderlecht | Bélgica | 1980-81 |
| Primera División de Bélgica | R. S. C. Anderlecht | Bélgica | 1984-85 |
| Supercopa de Bélgica        | R. S. C. Anderlecht | Bélgica | 1985    |
| Primera División de Bélgica | R. S. C. Anderlecht | Bélgica | 1985-86 |
| Supercopa de Bélgica        | R. S. C. Anderlecht | Bélgica | 1987    |
| Primera División de Bélgica | R. S. C. Anderlecht | Bélgica | 1986-87 |

Internacionales 
| Título              | Club                | País    | Año     |
| ------------------- | ------------------- | ------- | ------- |
| Recopa de Europa    | R. S. C. Anderlecht | Bélgica | 1975-76 |
| Supercopa de Europa | R. S. C. Anderlecht | Bélgica | 1975-76 |
| Recopa de Europa    | R. S. C. Anderlecht | Bélgica | 1977-78 |
| Supercopa de Europa | R. S. C. Anderlecht | Bélgica | 1977-78 |
| Copa de la UEFA     | R. S. C. Anderlecht | Bélgica | 1982-83 |

### Como entrenador
| Título                           | Club                | País    | Año     |
| -------------------------------- | ------------------- | ------- | ------- |
| Primera División de Bélgica      | R. S. C. Anderlecht | Bélgica | 2005-06 |
| Primera División de Bélgica      | R. S. C. Anderlecht | Bélgica | 2006-07 |
| Supercopa de Bélgica             | KRC Genk            | Bélgica | 2011    |
| Primera División de Bélgica      | KRC Genk            | Bélgica | 2010-11 |
| Liga Nacional de Fútbol de Rusia | Krylia Sovetov      | Rusia   | 2014-15 |